# Vladimir Žoga
Vladimir Аrtёmovič Žoga, noto anche col nome di battaglia: “Vokha” (in russo Владимир Артёмович Жога?; sovente trascritto all'inglese anche come Vladimir Zhoga; Slavjansk, 26 maggio 1993 – Volnovacha, 5 marzo 2022), è stato un militare russo nativo dell'Ucraina, secessionista e nazionalista russofono del Donbass, comandante dell'unità secessionista nota come Battaglione "Sparta".

## Biografia
Vladimir Žoga entra a far parte del battaglione il 2 maggio 2014, partecipando ai fatti d'armi più importanti. Dopo l'attentato che nell'ottobre 2016 portò alla morte di Arsen “Motorola” Pavlov, Žoga gli succedette al comando del Battaglione di ricognizione "Sparta", unità militare considerata una delle più efficienti milizie secessioniste e ritenuta ideologicamente ispirata al neonazismo che in quel momento era giunta a inquadrare fino a 1.000 militanti.
Come capo della milizia, Žoga divenne uno dei più noti secessionisti russofoni del Donbass ucraino, venendo descritto come un “brutale signore della guerra” neonazista da vari giornali. In qualità di membro del Battaglione Sparta, Žoga fu accusato di crimini di guerra tra i quali figura l'esecuzione di prigionieri ucraini ma, nonostante le accuse, fu comunque promosso a colonnello.
Žoga è stato ucciso il 5 marzo 2022 in un combattimento contro il 15º Battaglione della 128ª Brigata d'assalto da montagna delle Forze armate ucraine per l'occupazione di Volnovacha, nell'ambito dell'invasione russa dell'Ucraina del 2022, invece, secondo una fonte filorussa, Žoga sarebbe morto mentre era intento all'evacuazione di civili.